# 午夜慢車
《午夜慢車》是一部即將上映的電影，改編自戴思傑的小說《釋夢人》。此電影是由出品，由林炳坤監製，由戴思傑執導及編劇，由鄭秀文及佟大為領銜主演，王雙寶、康彧涵及張零聯合演出。

## 劇情
繆大同（佟大為飾）是一個愛情理想主義者，他在國外主修心理學，最擅長用現代心理科學來解釋人的夢境。於1947年博士學成歸來，回到四川嘉陽縣，躊躇滿志準備做當地的第一個精神分析醫生。為了搭救因革命活動鋃鐺入獄的未婚妻尹本，接受了一個姓狄的大法官（此人自稱「嘉陽狄仁傑」）（王雙寶飾）交給他的使命，即通過對女性夢的解析，找到狄法官心目中的紅顏知己，從而狄法官釋放繆大同的未婚妻。繆大同在釋夢過程中結識翁女士（鄭秀文飾）並相愛，可她也正是大法官要找的人。一場荒誕不羈的釋夢破解之旅即將展開。

## 外部連結
- 豆瓣电影上《午夜慢車》的資料 （简体中文）
- 时光网上《午夜慢車》的資料（简体中文）